# ابراهیم بن محمد دسوقی
ابراهیم بن محمّد بن عبدالرحمان دُسوقی با کُنیهٔ ابواسحاق و لقبِ برهان‌الدین (۱۴۳۰–۱۵۱۳) صوفی و فقیه شافعی شامی مصری‌تبار بود که بر صوفیهٔ روزگار خود شدید الانکار بود و ابن طولون او را «صوفی یکتا در دمشق» نامیده است. رسائل فی التصوف از آثار اوست.